# Batu Bidung
Batu Bidung is een bestuurslaag in het regentschap Empat Lawang van de provincie Zuid-Sumatra, Indonesië. Batu Bidung telt 387 inwoners (volkstelling 2010).